# Mario Ajmone Cat
Mario Ajmone Cat (* 5. Februar 1894 in Salerno; † 20. März 1952 in Rom) war ein General der italienischen Luftwaffe.

## Militärische Laufbahn
Ab 1907 besuchte Ajmone Cat eine Militärschule in Rom, ab 1911 die Militärakademie in Turin, danach die Artillerieschule. Als Sottotenente diente er zunächst beim 9. Feldartillerieregiment in Parma. Im März 1915 begann er eine Pilotenausbildung, nach deren Abschluss er mit verschiedenen Staffeln am Ersten Weltkrieg teilnahm. Nach Gründung der italienischen Luftwaffe trat er in die neue Teilstreitkraft über und diente beim 19. Aufklärungsgeschwader. 1929 wurde er als Colonnello Kommandeur des 2. Geschwaders, dann des 7. Bombergeschwaders. Nach einer Stabsverwendung übertrug man ihm 1934 die Leitung der Generalstabsakademie der Luftwaffe. In Vorbereitung des Abessinienkrieges wurde er im August 1935 von Mussolini als zum Oberbefehlshaber der italienischen Luftstreitkräfte in Ostafrika (italienisch Aeronautica dell’Africa Orientale) mit Hauptquartier in Asmara ernannt und zum Brigadegeneral befördert. Während des Abessinenkrieges machten die von Ajmone Cat befehligten Luftstreitkräfte trotz internationaler Ächtung massiv Gebrauch von Senfgas. Nach Kriegsende und erneuter Beförderung zum Divisionsgeneral kehrte er im August 1936 an die Generalstabsakademie der Luftwaffe zurück.
Am 28. Juni 1940 wurde Ajmone Cat Kommandierender General des 3. Fliegerkorps in Rom, ab Februar 1941 kommandierte er dann das 5. Fliegerkorps (5ª squadra aerea) in Libyen. In dieser Funktion leitete er die Operationen aller italienischen Luftwaffenverbände während des Afrikafeldzugs. Nach Meinungsverschiedenheiten mit deutschen und italienischen Kommandostellen versetzte man ihn nach Rom, wo er die Leitung des Ausbildungsbereiches der Luftwaffe übernahm. Nach der Verkündigung des Waffenstillstands von Cassibile am 8. September 1943 schied Ajmone Cat vorübergehend aus dem aktiven Dienst aus. Am 13. November 1944 ernannte ihn die neue italienische Regierung unter Bonomi zum Stabschef der auf alliierter Seite kämpfenden italienischen Luftwaffe. General Ajmone Cat blieb bis zum 5. Februar 1951 an der Spitze der italienischen Luftwaffe, deren Wiederaufbau er maßgeblich mitgestaltete.